# Кембел (Минесота)
Кембел (енгл. Campbell) град је у америчкој савезној држави Минесота.

## Демографија
По попису из 2010. године број становника је 158, што је 83 (-34,4%) становника мање него 2000. године.
| Група             | 2000.       | 2010.       |
| Белци             | 224 (92,9%) | 151 (95,6%) |
| Афроамериканци    | 2 (0,8%)    | 1 (0,6%)    |
| Азијати           | 0 (0,0%)    | 0 (0,0%)    |
| Хиспаноамериканци | 11 (4,6%)   | 5 (3,2%)    |
| Укупно            | 241         | 158         |